# خلیج خوک‌ها

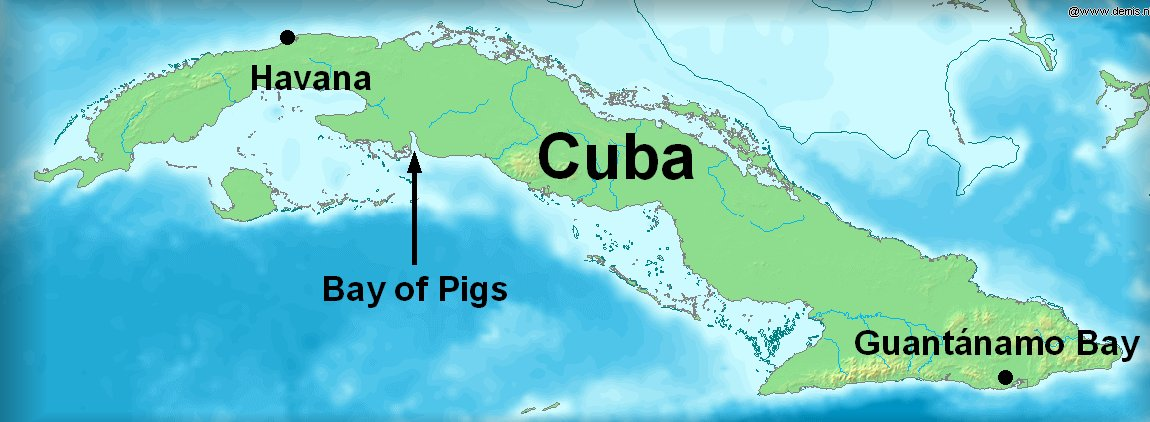
موقعیت خلیج خوک‌ها در کوبا

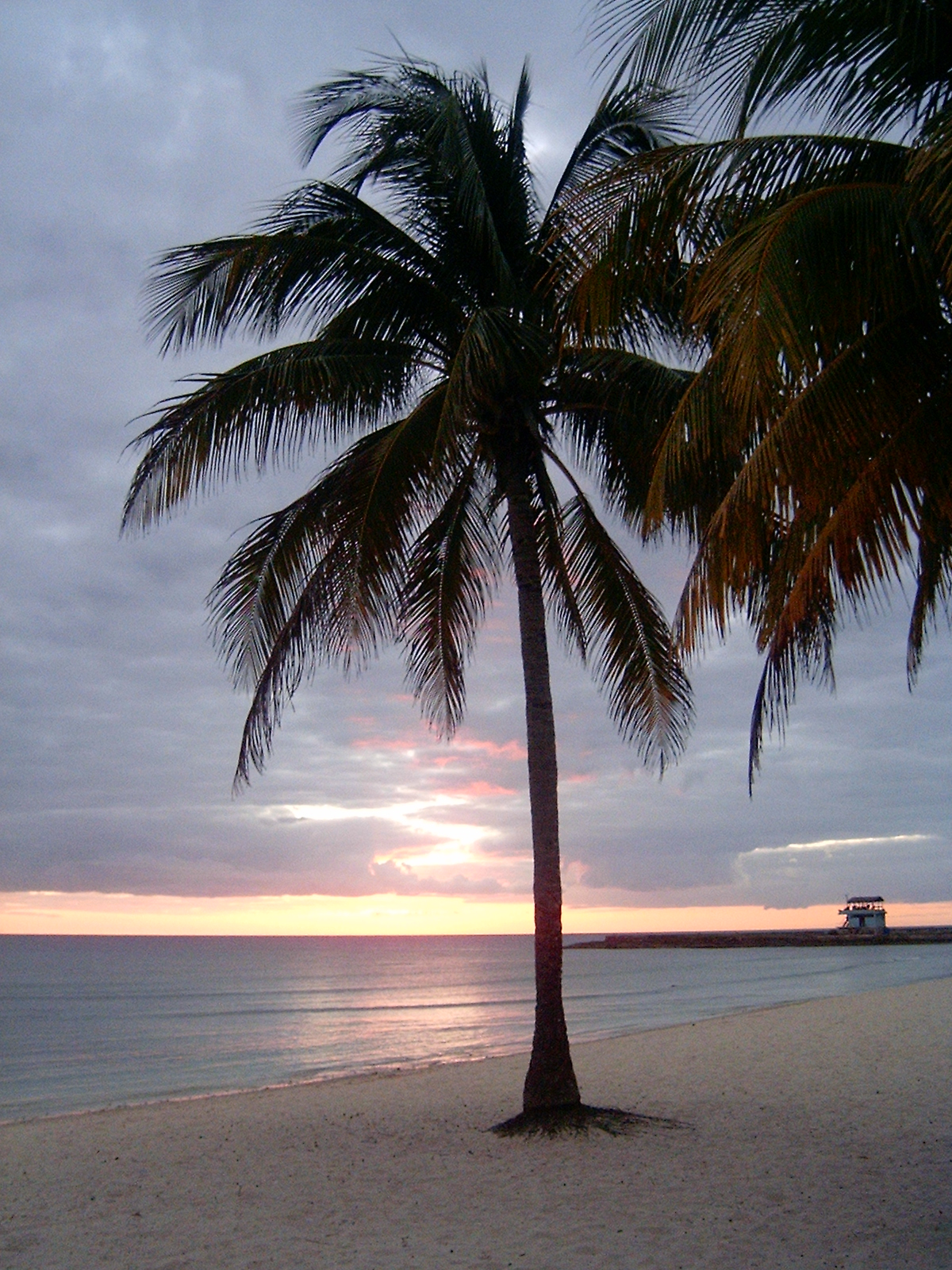
غروب آفتاب در ساحل پلایا گیرون

خلیج خوک‌ها (به اسپانیایی: Bahía de Cochinos) شاخابهٔ کوچکی از دریای کارائیب در جنوب کوبا است که در ۳۰ کیلومتری جنوب خاگوئی گرانده، ۷۰ کیلومتری غرب سینفوئگوس و ۱۵۰ کیلومتری جنوب شرقی هاوانا، پایتخت کوبا، قرار دارد. در غرب این خلیج دیواره‌هایی مرجانی وجود دارند که مرز بین خلیج خوک‌ها با باتلاق زاپاتا واقع در شبه‌جزیره زاپاتا را تشکیل می‌دهند. در شمال خلیج، دهکدهٔ بوئنا ونچورا در مجاورت ساحل پلایا لارگا قرار دارد و در ۳۵ کیلومتری آن، پلایا گیرون واقع در دهکدهٔ گیرون که نامش برگرفته از نام دزد دریایی‌ای فرانسوی به نام گیلبرتو گیرون است  قرار دارد.
خلیج خوک‌ها صحنهٔ حمله‌ای نافرجام موسوم به عملیات خلیج خوک‌ها در ۱۷ آوریل ۱۹۶۱ به‌منظور براندازی دولت فیدل کاسترو در کوبا بود. در این روز نیرویی متشکل از تقریباً ۱٬۴۰۰ تا ۱٬۵۰۰  تبعیدی کوبایی که توسط آژانس اطلاعات مرکزی آمریکا (سیا) سازمان‌یافته و مسلح شده‌بودند در این منطقه فرود آمدند، بااین‌حال این حمله سرانجامی نداشت و با کشته و دستگیرشدن مهاجمان به پایان رسید.